# Майер, Курт (кёрлингист)
Курт Майер (нем. Kurt Maier) — швейцарский кёрлингист.
В составе мужской сборной Швейцарии участник чемпионата мира 1967 (заняли восьмое место).
Играл на позиции первого.

## Команды
| Сезон   | Четвёртый   | Третий      | Второй           | Первый     | Турниры           |
| ------- | ----------- | ----------- | ---------------- | ---------- | ----------------- |
| 1966—67 | Франц Марти | Ули Штауфер | Петер Штауденман | Курт Майер | ЧМ 1967 (8 место) |

(скипы выделены полужирным шрифтом)